# العلاقات الغانية الكرواتية
العلاقات الغانية الكرواتية هي العلاقات الثنائية التي تجمع بين غانا وكرواتيا.

## مقارنة بين البلدين
هذه مقارنة عامة ومرجعية للدولتين:
| وجه المقارنة                                              | غانا         | كرواتيا                                                  |
| --------------------------------------------------------- | ------------ | -------------------------------------------------------- |
| المساحة (كم2)                                             | 238.53 ألف   | 56.59 ألف                                                |
| عدد السكان (نسمة)                                         | 26.91 مليون  | 4.11 مليون                                               |
| الكثافة السكانية (ن./كم²)                                 | 112.82       | 72.63                                                    |
| العاصمة                                                   | أكرا         | زغرب                                                     |
| اللغة الرسمية                                             | لغة إنجليزية | اللغة الكرواتية                                          |
| العملة                                                    | سيدي غاني    | كونا كرواتية                                             |
| الناتج المحلي الإجمالي (بليون دولار)                      | 47.33 مليار  | 54.85 مليار                                              |
| الناتج المحلي الإجمالي (تعادل القوة الشرائية) بليون دولار | 115.41 مليار | 94.64 مليار                                              |
| الناتج المحلي الإجمالي الاسمي للفرد دولار أمريكي          | 1.37 ألف     | 11.54 ألف                                                |
| الناتج المحلي الإجمالي للفرد دولار أمريكي                 | 4.08 ألف     | 21.64 ألف                                                |
| مؤشر التنمية البشرية                                      | 0.579        | 0.818                                                    |
| رمز المكالمات الدولي                                      | +233         | +385                                                     |
| رمز الإنترنت                                              | .gh          | .hr                                                      |
| المنطقة الزمنية                                           | 00           | توقيت وسط أوروبا، ت ع م+01:00، ت ع م+02:00، أوروبا/زغرب ‏ |

## منظمات دولية مشتركة
يشترك البلدان في عضوية مجموعة من المنظمات الدولية، منها:
| علم المنظمة | اسم المنظمة                               | تاريخ انضمام غانا | تاريخ انضمام كرواتيا |
| ----------- | ----------------------------------------- | ----------------- | -------------------- |
|             | مؤسسة التنمية الدولية                     | 29 ديسمبر 1960    | 25 فبراير 1993       |
|             | يونسكو                                    | 11 أبريل 1958     | 1 يونيو 1992         |
|             | وكالة ضمان الاستثمار متعدد الأطراف        | 29 أبريل 1988     | 19 مارس 1993         |
|             | الأمم المتحدة                             | 8 مارس 1957       | 22 مايو 1992         |
|             | الفريق المعني برصد الأرض                  | ?                 | ?                    |
|             | الاتحاد البريدي العالمي                   | ?                 | ?                    |
|             | البنك الدولي للإنشاء والتعمير             | 20 سبتمبر 1957    | 25 فبراير 1993       |
|             | الاتحاد الدولي للاتصالات                  | 17 مايو 1957      | 3 يونيو 1992         |
|             | منظمة حظر الأسلحة الكيميائية              | ?                 | ?                    |
|             | مؤسسة التمويل الدولية                     | 3 أبريل 1958      | 25 فبراير 1993       |
|             | المركز الدولي لتسوية المنازعات الاستشارية | 14 أكتوبر 1966    | 22 أكتوبر 1998       |
|             | منظمة التجارة العالمية                    | ?                 | ?                    |
|             | منظمة الشرطة الجنائية الدولية             | ?                 | ?                    |

## وصلات خارجية
- موقع وزارة الخارجية الغانية
- موقع وزارة الخارجية الكرواتية